# Дальні Зеленці
Дальні Зеленці (рос. Дальние Зеленцы) — населений пункт  у Кольському районі Мурманської області Російської Федерації.
Населення становить 52 особи. Належить до муніципального утворення Теріберське сільське поселення .

## Населення
| 1938 | 2002 | 2010 |
| ---- | ---- | ---- |
| 627  | ↘112 | ↘52  |